# 1131 Porzia
1131 Porzia este o planetă minoră (asteroid), cu un diametru de , din Mars-crossing asteroid[*]. A fost descoperită pe 10 septembrie 1929 la Observatorul Königstuhl de Karl Wilhelm Reinmuth și a fost numită după Porcii⁠(d). 
Obiectul prezintă o orbită caracterizată de o semiaxă mare de 2,2287768 UAi, o excentricitate de 0,285735, o înclinație de 3,22907 ° în raport cu ecliptica.